# والدمار لگین
والدمار لگین (انگلیسی: Waldemar Legień؛ زادهٔ ۲۸ اوت ۱۹۶۳) جودوکار اهل لهستان بود.
وی در مسابقات کشوری و بین‌المللی در مجموع برندهٔ ۳ مدال طلا، ۱ مدال نقره، ۴ مدال برنز شده‌است.